# Peter Janssen
Johann Peter Teodor Janssen (Düsseldorf, 1844 – 1908) è stato un pittore tedesco.

## Biografia

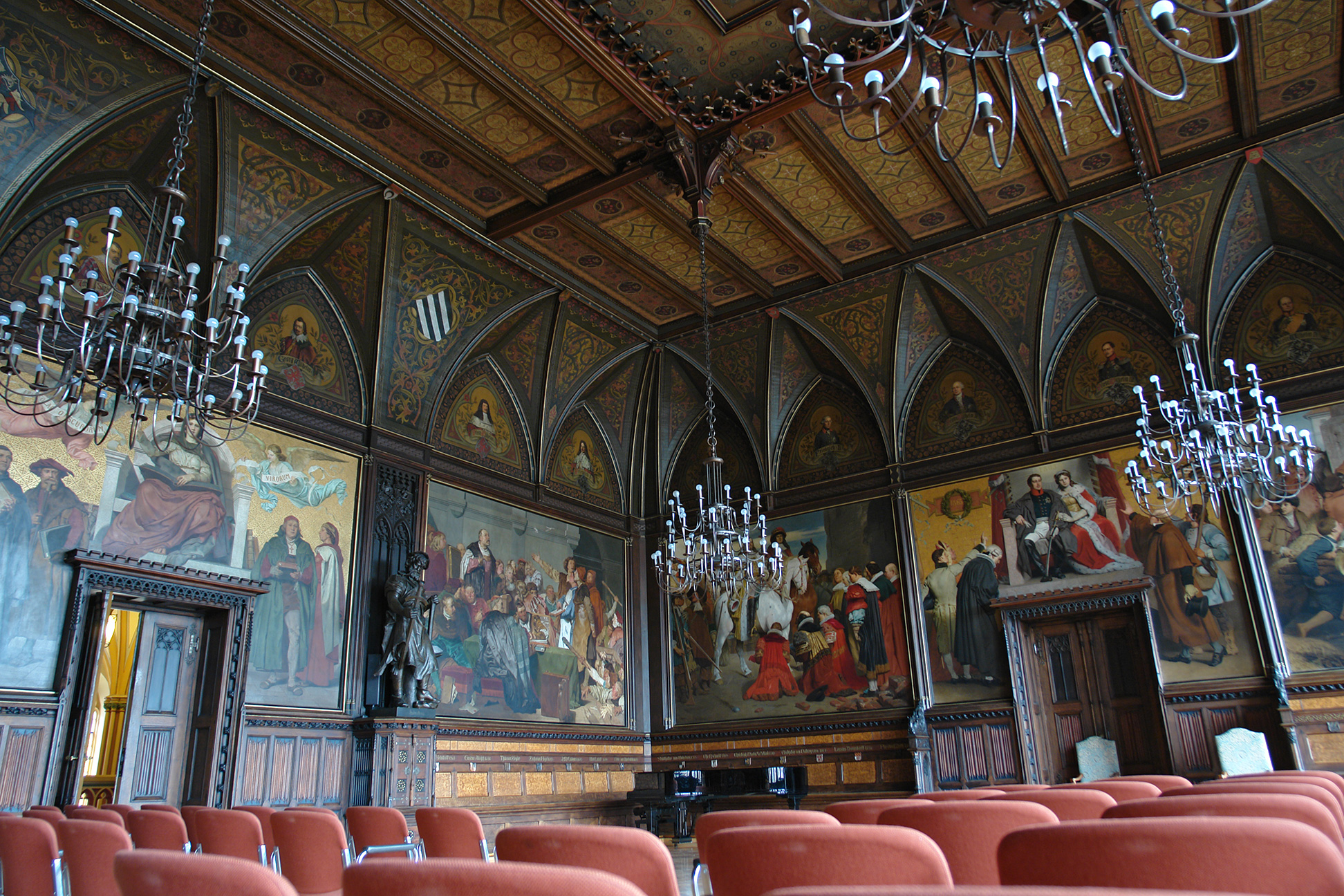
La Festsaal del Municipio di Erfurt, con le opere di Janssen.

Figlio dell'incisore Theodor, Janssen si dedicò all'affresco, trattando temi mitologici e storici sotto l'influenza di Peter Cornelius; tra le sue più importanti opere si ricordano le pitture murali dell'Accademia di Berlino (Leggenda di Prometeo), della Borsa di Brema, dell'università di Marburgo e del municipio di Erfurt (Storia della città e Storie di Martin Lutero). Fu anche abile ritrattista. Insegnò all'Accademia di Berlino e di Düsseldorf.